# (554) Peraga
(554) Peraga est un astéroïde de la ceinture principale découvert par Paul Götz le 8 janvier 1905.
Il a été ainsi baptisé en référence à Pegara, un hameau de la commune italienne de Taurianova.